# Babarfluiter
De babarfluiter (Pachycephala sharpei) is een zangvogel uit de familie Pachycephalidae (dikkoppen en fluiters). De soort werd eerder beschouwd als ondersoort van de geelkeelfluiter (P.  macrorhyncha).

## Verspreiding en leefgebied
Deze soort komt voor op het eiland Babar in het oosten van de kleine Soenda-eilanden.

## Status
De babarfluiter komt niet als aparte soort voor op de lijst van het IUCN, maar is daar een ondersoort van de gouden fluiter (P. pectoralis sharpei).